# ماركوس فرازير (لاعب غولف)
ماركوس فرازير (بالإنجليزية: Marcus Fraser)‏ هو لاعب غولف أسترالي، ولد في 26 يوليو 1978 في ملبورن في أستراليا.

## وصلات خارجية
- ماركوس فريزر على موقع رابطة أوروبا للاعبي الغولف المحترفين (الإنجليزية)
- ماركوس فريزر على موقع رابطة اليابان للاعبي الغولف المحترفين (الإنجليزية)
- ماركوس فريزر على موقع التصنيف العالمي الرسمي للغولف (الإنجليزية)
- ماركوس فريزر على موقع أوليمبيديا (الإنجليزية)
- ماركوس فريزر على موقع اللجنة الأولمبية الأسترالية (الإنجليزية)